# Villagonzalo
Villagonzalo község Spanyolországban, Badajoz tartományban. Villagonzalo Alange, Valverde de Mérida, Guareña, Oliva de Mérida, La Zarza, Mérida és Torremejía községekkel határos. Lakosainak száma 1223 fő (2024).

## Népesség
A település népessége az utóbbi években az alábbiak szerint változott:
| Lakosok száma | 1429 | 1357 | 1334 | 1348 | 1336 | 1290 | 1261 | 1234 | 1231 | 1223 |
|               | 2001 | 2004 | 2006 | 2009 | 2011 | 2014 | 2016 | 2019 | 2021 | 2024 |